# 西印旛農業協同組合
西印旛農業協同組合（にしいんばのうぎょうきょうどうくみあい、略称JA西印旛、西印旛農協）は、千葉県印西市に本所を置く農業協同組合。
印西市（旧印旛村・本埜村地区を含む）、白井市、栄町の2市1町を事業区域として、農業者を中心とした地域住民の人々が組合員となって、相互扶助（お互いに助け合い、お互いに発展していくこと）を共通の理念として運営される協同組織であり、地域農業の活性化に資する地域金融機関。

## 店舗
- 本店・中央支店（印西市西の原4-3）
- 東部支店（印旛郡栄町和田116-1）
- とれたて産直館 印西店（印西市西の原4-3）
- やおぱぁく（白井市木278-1）
- 農機配送センター（印西市草深1230）
- 経済センター（印西市西の原4-3）
- 介護福祉センター（印西市大森3546-9）

## 過去の店舗
- とれたて産直館 栄店（印旛郡栄町請方368。2002年10月開店。2024年9月29日閉店）